# Aleksandar Radovanović
Pour les articles homonymes, voir Radovanović.
Aleksandar Radovanović, né le 11 novembre 1993 à Šabac en Serbie, est un footballeur serbe jouant au poste de défenseur central au Real Saragosse.

## Biographie

### Jeunesse
Natif de Šabac, Aleksandar commence sa carrière dans sa ville natale au FK Mačva Šabac, en rejoignant le centre de formation du club. En 2010, il est convoqué en équipe première, effectuant six apparitions au sein de la Ligue serbe. Au cours de la saison suivante, il dispute 23 matches de championnat et inscrit son premier but avec son club. Au total, durant cette saison, il joue 65 rencontres et trouve trois fois le chemin des filets,.

### Débuts en Serbie
Lors de l'été 2015, Aleksansdar rejoint l'OFK Belgrade qui évolue en Superliga (D1 Serbe). Il manque toutefois le début de la saison 2015-2016 en raison de problèmes administratifs. Au cours de la saison, Radovanović dispute 15 matches de championnat.
Après avoir effectué une période d'essai, jouant des matches de présaison avec le Spartak Subotica, Aleksandar rejoint officiellement le club en juillet 2016. Il joue ses premières minutes avec son nouveau club contre le Voždovac Belgrade dans le championnat de Serbie 2016-2017. Il marque son premier but contre le Javor Ivanjica. Au cours de sa première saison entière avec le Spartak, il joue 31 matches avec un but toutes compétitions confondues.
Le 22 janvier 2018, Radovanović signe un contrat deux ans en faveur du FK Vojvodina. Le transfert s'effectue par le biais du directeur sportif Saša Drakulić. Il fait ses débuts contre le FK Voždovac, avec une victoire (2-0) de son équipe. Le 29 avril, il marque un but contre FK Partizan.

### Au RC Lens
En juin 2018, il signe au Racing Club de Lens en provenance du FK Vojvodina,. Il joue son premier match en tant que titulaire lors de la première journée contre l'US Orléans au Stade de la Source, avec une victoire des sang et or (2-0). Auteur d'un très bon match, il est ensuite de nouveau titulaire contre le Red Star, avec victoire (1-0) des Lensois. Son entraîneur Philippe Montanier le place en défense central au côté de Mehdi Tahrat et l'aligne contre l'ESTAC, avec une victoire des sang et or (2-0).
Le 30 novembre 2018 à Lorient, et alors qu'il avait disputé l'intégralité des matchs jusqu'alors, le joueur se blesse gravement (rupture des ligaments croisés) et voit sa saison s'achever.

### Découverte du championnat belge
En janvier 2021, il rejoint le club belge du KV Courtrai.

### Prêt à l'Austin FC
Le 22 mars 2023, il est prêté à l'Austin FC, franchise de Major League Soccer, jusqu'au 30 juin suivant avec une option d'achat pour la formation texane.

## Palmarès

### En club
Aleksandar Radovanović est vice-champion de France de Ligue 2 avec le RC Lens en 2020. 
| RC Lens                           |
| --------------------------------- |
| - Ligue 2 - Vice-Champion : 2020. |

### Distinctions individuelles
- Élu joueur du mois du RC Lens en septembre 2019.